# Burnout Crash!
Burnout Crash! é um jogo, o primeiro para download, da popular série de jogos de vídeo de corrida Burnout. Inicialmente previsto para o console Wii, foi desenvolvido pela Criterion Games e lançado na PlayStation 3 e na Xbox 360 em 20 de Setembro de 2011 através da PlayStation Network e da Xbox Live Arcade respectivamente. Crash! mostra uma ruptura com os ambientes dos títulos anteriores da série.

## Desenvolvimento
Crash! começou a ser desenvolvido para o console Wii. Inicialmente projectado para que os jogadores pudessem construir suas próprias junções/cruzamentos para os acidentes, usando o controle remoto da Wii, mas esse recurso foi cortado durante o seu desenvolvimento, mostrando-se aborrecido. O modo Crash não foi incluído em Paradise porque tinha estado em desenvolvimento por 18 meses antes de seu lançamento em Julho de 2011.
A perspectiva de cima do título foi projectado para se tornar mais visível para os jogadores do que os tradicionais títulos Burnout, com ângulos de terceira e primeira pessoa.

## Jogabilidade
Em Crash! os jogadores conduzem, numa perspectiva de cima, até cruzamentos de trânsito tentado fazer a maior destruição possível. Os pontos são ganhos por causar danos e destruir o meio ambiente bem como outros veículos.
O jogo, inspirado numa mistura de pinball com espectáculo, musica retro e com um design de desenho animado, apresenta três modos de jogo e 18 cruzamentos em seis localizações diferentes para jogar, cada um exigindo diferentes habilidades e estratégias para maximizar os danos e os detritos.

### Versão Xbox 360
A versão Xbox 360 também inclui um modo para se usar o Kinect, permitindo que os jogadores (até duas equipas) usem gestos para controlar o jogo.
- Os jogadores podem usar o seu corpo para controlar o veículo durante a condução e usando "Aftertouch".[6]
- Os jogadores podem ativar um "Crashbreaker" saltando.[6]

### Mecânica

Em Crash! os jogadores conduzem, numa perspectiva de cima, até cruzamentos de trânsito tentado fazer a maior destruição possível.

Os jogadores terão de bater com o seu veículo no tráfego dentro da área de um cruzamento provocando acidentes, bem como todos os obstáculos em torno da junção, a fim de criar uma pilha de tráfego para ganhar pontos. Destruindo prédios e carros estacionados também vai ajudar o jogador a ganhar mais pontos. A barra no canto inferior esquerdo da tela é a barra de "Crashbreaker" que só pode ser usado quando é preenchido. A barra enche-se gradualmente ao longo do tempo ou em um ritmo mais rápido se o carro realiza "Traffic Checks" (usando outros veículos como bala) e manobras de derrapagem. O "Aftertouch" pode ser usado depois de o veiculo do jogador explodir.

## Eventos

### Rush Hour
O jogador tem 90 segundos para acumular a maior destruição. Quando o tempo se esgota, o jogador deve usar o "Crashbreaker" pela última vez para acabar com o acidente.

### Road Trip
O jogador deve impedir que certos veículos entrem no cruzamento.

### Pile-Up
O jogador deve apagar as chamas devastadoras do acidente.

## Multiplayer
Irá existir tabelas de pontuação online que permitem aos jogadores comparar as pontuações com outros jogadores em todo o mundo.
Também irá ser introduzido um modo de jogo online chamado "Autolog Challenge", que permite criar desafios em confrontos de frente a frente com amigos.

## Veículos
Uma entrevista recente ao site GameTrailers o diretor criativo do jogo, Richard Franke, revelou que alguns carros de Paradise, como o "Hunter Vegas" ou o "Hunter Takedown 4x4" aparecerão em Crash! com uma estética mais "cartoon" para combinar com o resto do jogo.
Todos os veículos têm as suas próprias estatísticas de "Crashbreaker" bem como certa quantia de força nele mostrada como o "Power" e o "Aftertouch", mostrando como cada carro pode ser mais ou menos ágil para controlar após uma colisão ou explosão. Cada veículo tem o seu próprio equilíbrio de velocidade e potência.

### Tráfico Especial
Em vez de multiplicadores de pontuação como os usados em Burnout 3, Crash! utiliza veículos de tráfego como "pontuadores":
- Carros de Pizza - chances de pontuar decresce ou cresce
- Bulldozer - abre um caminho através do nível
- Carro Dourado - 1,000,000 pontos de bónus
- Ambulâncias - o jogador é penalizado se as destruir [6]

## Recepção
O jogo recebeu críticas geralmente positivas para a maioria da crítica especializada. O site de criticas agregadas Metacritic, mantém a revisão média para a versão PlayStation 3 em 69% e para a versão Xbox 360 em 66%.